# 1854 en France
Chronologie de la France
- 1850
- 1851
- 1852
- 1853
- 1854
- 1855
- 1856
- 1857
- 1858

Cette page concerne l'année 1854 du calendrier grégorien.

## Événements
- 3 janvier, guerre de Crimée : une flotte franco-britannique pénètre en mer Noire pour venir en aide aux Turcs contre la Russie[1].

- 9 février : mini-tremblement de terre à Nice[2].

- 11 mars : 
  - le maréchal de Saint-Arnaud prend le commandement de l’armée d’Orient[3]. Les généraux Canrobert, Bosquet, Napoléon-Jérôme Bonaparte, Forey et Bosquet reçoivent le commandement d’une division[4].
  - le maréchal Vaillant devient ministre de la Guerre[5].
  - le ministre des finances Jean Bineau lance un grand emprunt de 250 millions de francs[6]. Il remporte un vif succès : 99 224 souscripteurs offrent en tout 468 millions[7].
- 27 mars : le Royaume-Uni et la France déclarent la guerre à la Russie, pour soutenir l'Empire ottoman. Guerre de Crimée[5].

- 15 avril : le colonel Edmond Le Bœuf (futur maréchal de France) est nommé chef d'état-major de l'artillerie de l'armée d'Orient[8].

- 1er mai : décret rétablissant la garde impériale, dont le général Regnault de Saint-Jean-d'Angely est nommé commandant en chef[9].

- 3 mai : enseveli dans le sable depuis le 15 avril lors du creusement d'un puits à Écully, près de Lyon, l'ouvrier Giraud, 24 ans, est ramené à la surface. Il meurt de la gangrène le 28 mai, après avoir subi l'amputation d'une jambe[10].

- 30 mai : vote de la loi qui définit la déportation des condamnés aux travaux forcés hors de France, et qui institue en outre le doublage : les condamnés à moins de huit ans sont tenus, à l'expiration de sa peine, de résider dans la colonie pendant un temps égal à celui de leur condamnation ; les condamnés à plus de huit ans doivent y résider à vie[11].

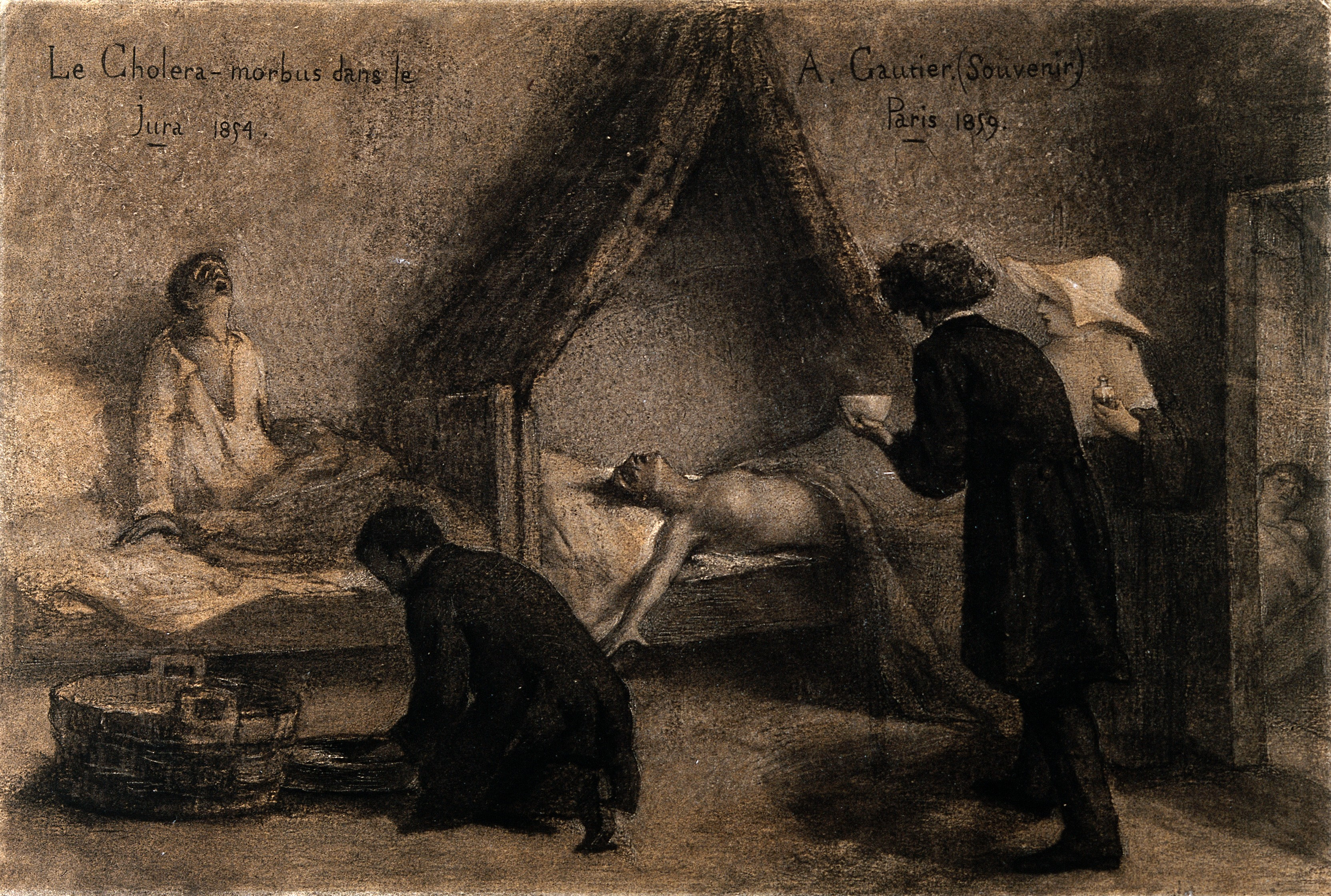
Le choléra morbus dans le Jura en 1854. 143000 personnes sont tuées par l'épidémie en France en 1853-54

- 1er juin : l'épidémie de choléra, apparue en France en septembre 1853, prend un développement considérable à Paris, pour atteindre son maximum en août. Elle décroit à partir du 1er octobre[13]. En juin, des foyers secondaires apparaissent autour des départements Haute-Saône/Haute-Marne et Bouches-du-Rhône/Vaucluse, ce dernier foyer à la suite de l'arrivée de 30 000 hommes de troupe venus s'embarquer à Marseille pour la Crimée[12].
- 14 juin : la loi sur l’instruction publique divise la France en seize circonscriptions académiques[14].
- 22 juin : le livret d'ouvrier devient obligatoire[15].

- 20 juillet : le comte Achille Baraguey d'Hilliers quitte Calais à la tête du corps expéditionnaire de la Baltique. Conjointement avec les Britanniques, il attaque la forteresse de Bomarsund qui se rend le 16 août[16].

- 19 août-19 septembre : séjour de Napoléon III et de l'impératrice Eugénie à Biarritz[17].
- 22 août : restauration de l’Université de Nancy[14].
- 28 août : le comte Achille Baraguey d'Hilliers reçoit le bâton de maréchal d'Empire[18].

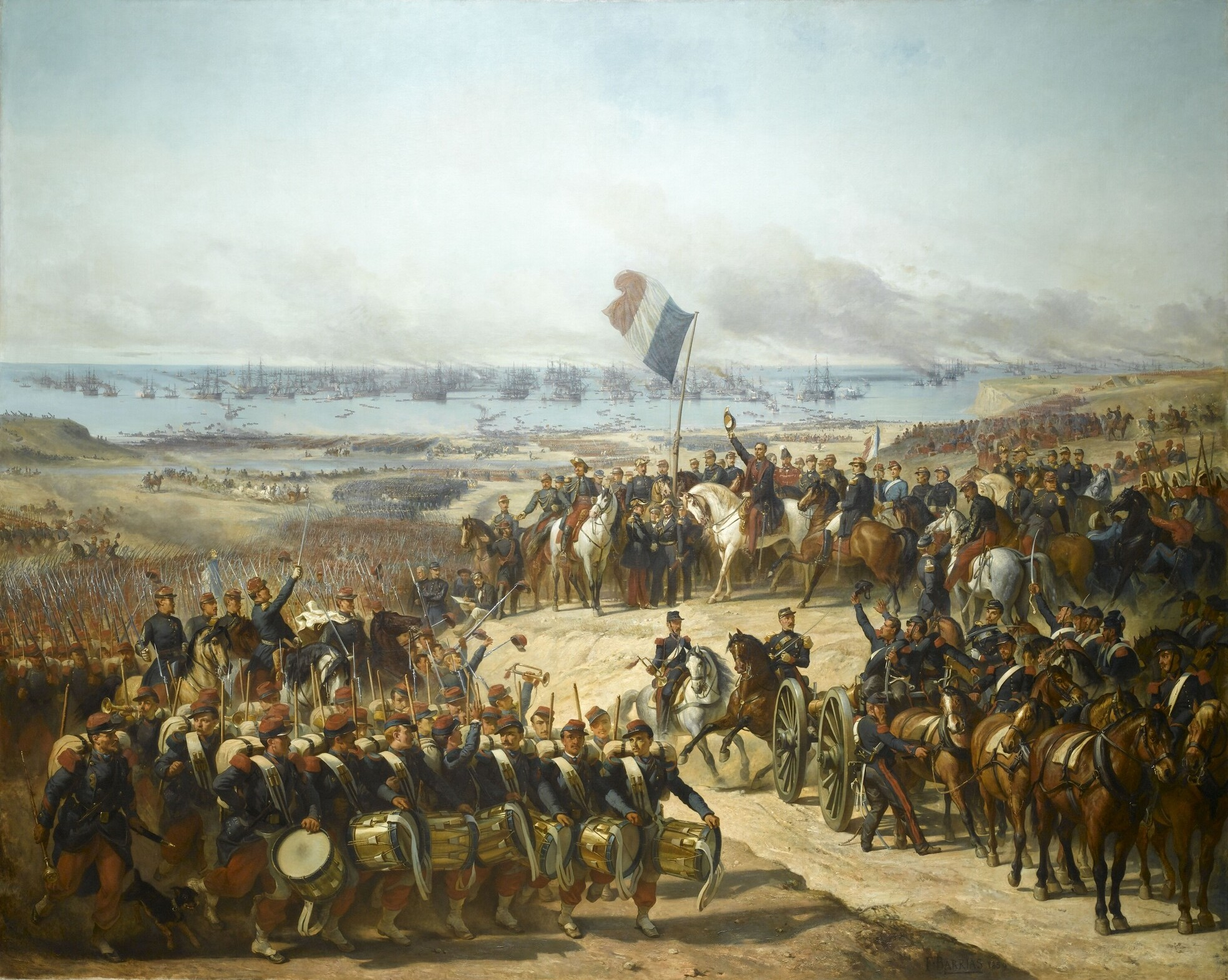
Débarquement dans la baie de Kalamita le 14 septembre 1854.

- 14 septembre, guerre de Crimée : débarquement des troupes françaises, britanniques et turques à Eupatoria en Crimée[1].
- 19 au 20 septembre : le maréchal de Saint-Arnaud et le Britannique Lord Raglan battent l’amiral russe Menchikov à la bataille de l’Alma, première grande victoire française depuis Waterloo[1]. Les généraux Bosquet et Canrobert sont blessés.
- 26 septembre : 
  - le maréchal de Saint-Arnaud, malade du choléra, embarque à destination de la France sur le Berthollet. Le général Canrobert lui succède à la tête de l’armée française d’Orient. Le 29 septembre, le maréchal meurt sur le bateau en mer Noire à l’âge de 54 ans[19].
  - L'ingénieur suédois Ericsson présente à Napoléon III les plans de différents cuirassés à batteries tournantes par des tourelles à coupole ; malgré l'intérêt du souverain pour cette invention, la France négligera de la mettre en application.
- 1er octobre : établissement de l'École des arts industriels et des mines de Lille[20].
- 9 octobre : début du siège de Sébastopol[21]..
- 24 octobre : décret impérial qui réorganise les régiments d'infanterie légère français[5].
- 27 octobre : un coup de grisou fait onze victimes à la fosse Saint-Édouard à Aniche[22].

- 14 novembre : le duc de Morny (demi-frère de Napoléon III) devient président du corps législatif[23].

- 7 décembre : discours célèbre de Louis Pasteur lors de la rentrée de la faculté des sciences de Lille « Dans les champs de l'observation, le hasard ne favorise que les esprits préparés. »[24]
- 13 décembre : création de la Société des bains de mer de Cette[25].

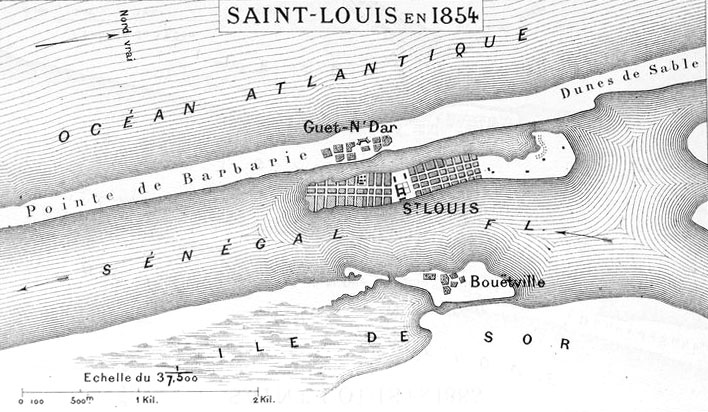
Plan de Saint-Louis en 1854

- 16 décembre : Louis Faidherbe prend ses fonctions de gouverneur du Sénégal, dont il commence la conquête (1854-1861 et 1863-1865)[26].
- 20 décembre : le Ministère de l’Agriculture approuve le projet de création d’un Institut Normal Agricole à Beauvais pour la formation de professeurs d’agriculture[27].
- 22 décembre : la Cathédrale Notre-Dame des Doms d'Avignon, Vaucluse, est érigée en basilique mineure par le pape Pie IX[28].
- 29 décembre : tremblement de terre à Nice[2].